# Livet med en idiot
Livet med en idiot är en opera i två akter med musik av Alfred Schnittke och text av Viktor Jerofejev efter hans berättelse med samma namn (1980).

## Historia
Ämnet hade lockat Schnittke ända sedan 1985, då han lärde känna berättelsen vid en privat uppläsning av författaren Jerofejev. Han uppmanades gång på gång av sina vänner och sin förläggare att tonsätta berättelsen. Till slut var författaren beredd att skriva librettot, medan Mstislav Rostropovitj förmedlade en beställning på operan från Het Muziektheater i Amsterdam och Eduard van Beinum-stiftelsen. När det nu förelåg en deadline, avbröt Schnittke arbetet på allt annat, förkortade librettot med en tredjedel och skrev en particell. Under arbetet med orkestreringen av första akten, som hade inletts i maj 1991, drabbades Schnittke i juli 1991 av en stroke, som ännu efter tre månader hindrade honom från att arbeta. För att kunna hålla tidsschemat fick tonsättaren Wolfgang Nicklaus och Schnittkes son Andrej tillgång till klaverutdraget. Schnittke utnyttjade alla musikaliska register och uppnådde subtila rytmiska och dramatiska nyanser i ordet "äsch". Vid den dramatiska höjdpunkten får den klangrika orkestern ett kraftigt utbrott. Operan uruppfördes i Amsterdam 13 april med Rostropovitj som dirigent. Verket blev trots dess absurda dimension en så stor framgång att det inom kort uppfördes i Wien (1992), Moskva (1993) och Wuppertal (1993). Livet med en idiot fick sin svenska premiär på Malmö Opera och musikteater 2004.

## Personer
- Jag, författare (hög bas)
- Hustrun (sopran)
- Vova, idiot (tenor)
- Vårdaren (bas)
- En mentalsjuk yngling (tenor)
- Marcel Proust (baryton)
- Vänner, mentalsjuka, homosexuella, röster (kör)

## Handling
Akt I
Författaren saknar medkänsla, ett brott som straffar sig: han tvingas låta en mentalsjuk person bo i sitt hem, men får själv söka upp denne. Författaren tänker sig en idiot och lyckönskas av vännerna till det milda straffet. På mentalsjukhuset söker författaren efter en idiot och får veta att den rödhårige Vova är helt ofarlig och förnuftig. Genom att muta en av vårdarna påskyndas proceduren och han får ta med sig Vova hem omedelbart. Denne kan endast uttrycka sig med ett kraftfullt och nyansrikt "Äsch". Författarens hustru är inte helt begeistrad över detta nytillskott till familjen.
Akt II
Till en början kommer de ingen vart med idioten, eftersom hans "Äsch" inte avslöjar något om hans personlighet och bakgrund. Men lugnet blir endast kortvarigt: En dag öppnar idioten kylskåpet, kastar ut maten i rummet och fortsätter sedan sin förstörelselusta i biblioteket, där han river sönder hustrun älskade Proustutgåva. Det blir ännu värre. När det äkta paret försöker ingripa, uträttar han sina behov på mattan, smetar ned väggarna och förstör möblerna och telefonen. Till sist kastar han ut författaren ur sovrummet, för att sedan våldföra sig på hustrun. Idioten är nu överlycklig och även hustrun verkar nöjd.
Situationen går inte att lösa med logiska argument. Följaktligen ersätter författaren Proustutgåvan och köper eleganta kläder åt Vova. Därefter överlämnar Vova en violbukett till författaren och hjälper till i hushållsarbetet. Den nyfunna lyckan upphör plötsligt i och med hustruns havandeskapsavbrott. Vova hade glatt sig åt barnet. Han drar sig undan hustrun och upptar - till hennes stora missnöje - en sexuell förbindelse med författaren. De båda männen försummar och misshandlar hustrun och flyttar tillsammans in i ett av rummen. Hustrun ställer Vova inför ett ultimatum: han måste bestämma sig för vem av de båda makarna som han vill ha kontakt med i fortsättningen. Idioten tar då en trädgårdssax och mördar hustrun, varefter han försvinner. Det här överstiger författarens toleransgräns: han blir själv idiot och hamnar på mentalsjukhus, där vårdaren tar emot honom som en gammal bekant.